# フョードル・ケルレル
フョードル・エドゥアルドヴィチ・ケルレル伯爵（ロシア語: Фёдор Эдуа́рдович Ке́ллер, ラテン文字転写の例: Fedor Eduardovich Keller 1850年−1904年7月31日）は、ロシア帝国の軍人、貴族。日露戦争の摩天嶺の戦いで戦死した。
第1次世界大戦、ロシア内戦で活躍したフョードル・アルトゥーロヴィッチ・ケルレルは甥に当たる。

## 経歴
オーストリア貴族とフランス貴族の血を引き、自身も伯爵であった。貴族の子弟のための近衛士官学校を1866年に卒業し、ロシア軍の近衛騎兵連隊に配属された。チェルニアエフ少将の参謀として1876年のセルビア・トルコ戦争を観戦、オスマン帝国軍がロシア人に指導されたセルビア軍を撃破するのを目の当たりにした。引き続いて起こった露土戦争ではロシアの指導を受けたブルガリア人民兵の参謀を務め、さらに負傷したアレクセイ・クロパトキン大佐に替わってミハイル・スコベレフ少将の参謀長を務めた。戦勝後大佐に昇進し、さまざまな参謀職を歴任した。
1882年、近衛軍の第2近衛狙撃兵大隊長に任命される。1890年に少将に昇進、1893年にはアレクサンドル3世により近衛士官学校校長に親補された。同職を1900年まで務め、中将に昇進してエカチェリノスラフ県知事に転じた。
1904年に日露戦争が勃発すると、前線での従軍を志願した。志願は受理され陸軍大臣から満州軍司令官に転じたクロパトキン将軍の参謀となった。最初情報担当であったが、5月1日に鴨緑江会戦でロシア軍が敗れるとミハイル・ザスーリチ中将に代わり東部方面軍の司令官に任命された。ケルレル中将は黒木為楨率いる日本第1軍に敗れ意気消沈するロシア兵を鼓舞した。しばらく東部方面で戦闘は発生せず、ケルレルは5月26日に要衝である摩天嶺を放棄し、続く2ヶ月は小競り合いが続いた。
7月31日、遼陽市に迫る日本軍を阻止するため、摩天嶺の北方に強力な防御陣地を構築した。日本軍の第2師団と近衛師団は終日攻撃をかけたが、ロシア軍の防衛線を突破出来なかった。しかし夕刻になってロシア軍が退却したため日本軍は驚いたが、現地の住民からロシア軍司令官ケルレルが午後2時頃に日本軍の砲撃で戦死したと知らされた。
ケルレルは大部隊指揮の経験こそ豊富ではなかったが、当時のロシア軍上級指揮官に欠けていた闘志溢れる人物として尊敬されていた。その死は海軍のステパン・マカロフ提督の早すぎる戦死と比較された。